# Roupala
Roupala es un género de plantas con flores de la familia de las Proteaceae.

## Taxonomía
Roupala fue descrito por Jean Baptiste Christophore Fusée Aublet y publicado en Histoire des Plantes de la Guiane Françoise 1: 83, t. 32. 1775. La especie tipo es: Roupala montana Aubl. 
Consta de 50 especies y aproximadamente 180 subespecies, variedades, formas, y cultivares, endémicas desde el centro de México hasta el norte de Argentina y sudeste de Brasil. 

## Especies
- Roupala brachybotrys, I.M.Johnst.
- Roupala brasiliensis Klotzsch
- Roupala loxensis, I.M.Johnst.
- Roupala mexicana K.S.Edwards & Prance
- Roupala montana  Aubl.
- Roupala obovata Kunth
- Roupala pinnata, (Ruiz & Pav.) Diels
- Roupala sphenophyllum, Diels ex Skinner
- Roupala obtusa Klotzsch

- Roupala pachypoda Cuatrec.